# Kropywnycki

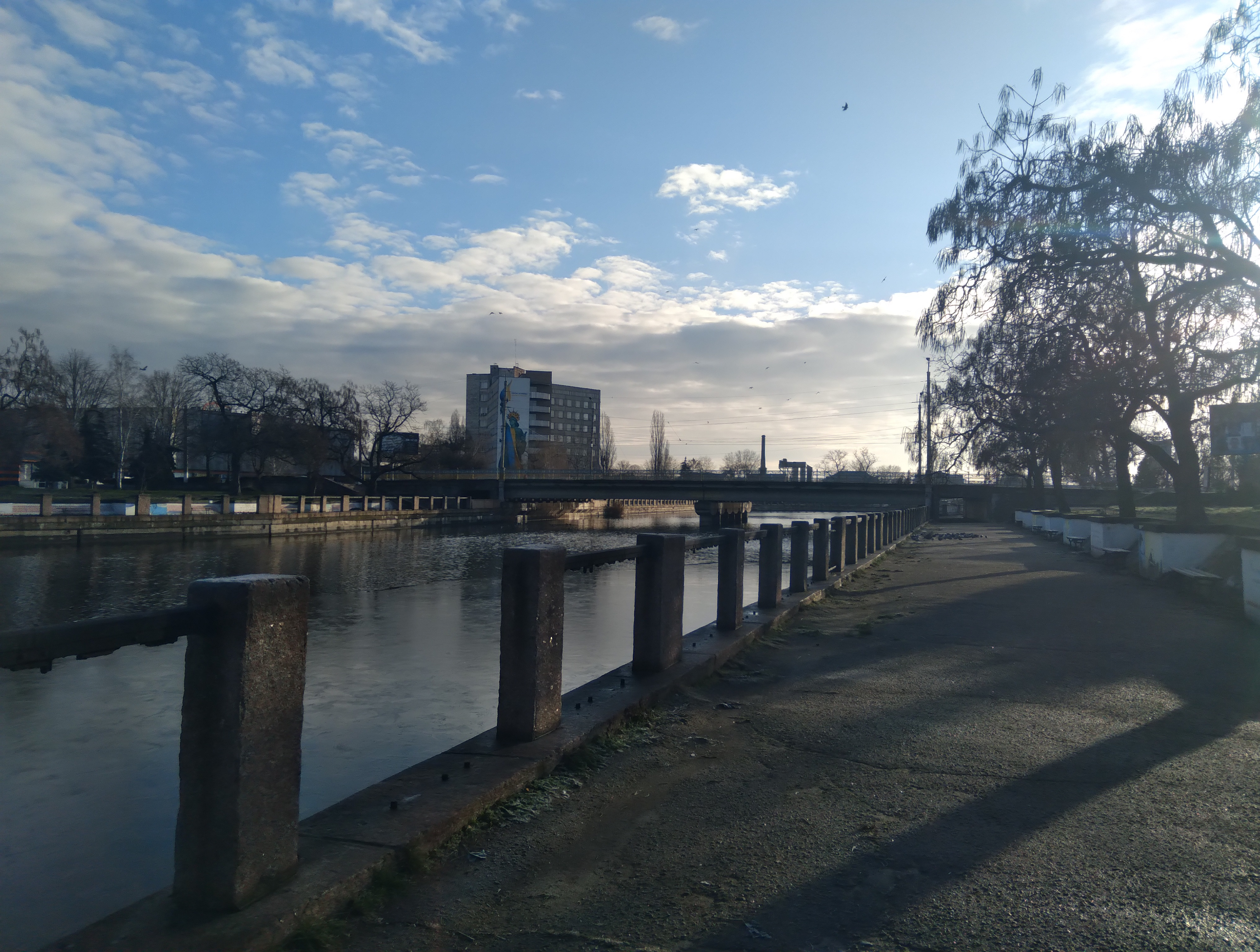
Nabrzeże Ingulu w centrum miasta

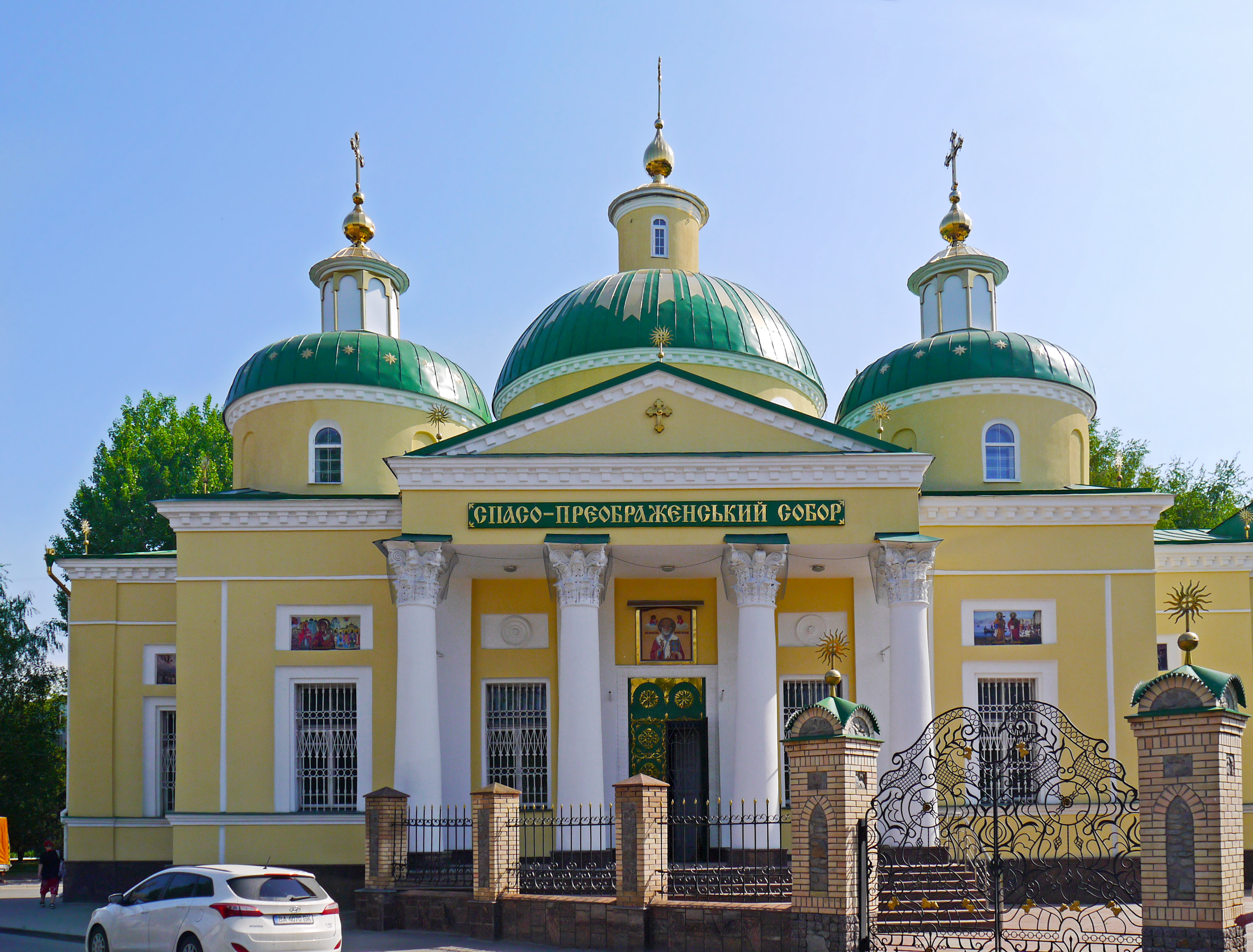
Sobór Przemienienia Pańskiego

Kropywnycki (ukr. Кропивницький, Kropywnyćkyj; do 1924 Jelizawetgrad, w latach 1924–1934 Zinowjewsk, 1934–1939 Kirowo, 1939–2016 Kirowohrad) – miasto w centralnej części Ukrainy, około 250 km na południe od Kijowa. Stolica obwodu kirowohradzkiego. Miasto leży na obszarze historycznego Zaporoża.

## Opis
Przez miasto przepływa rzeka Inguł (dopływ Bohu). Kropywnycki posiada kompleksowy węzeł komunikacji osobowej: połączenia autobusowe, kolejowe i lotnicze. Jedną z lepiej prosperujących dziedzin przemysłu jest górnictwo – na peryferiach miasta znajduje się kopalnia uranu. Wokół miasta przebiegają ważne drogowe trakty komunikacyjne łączące południe z północą (Odessa – Kijów) oraz wschód z zachodem (Dniepr – Winnica).

## Nazwa
| Nazwa         | Rok przyjęcia |
| ------------- | ------------- |
| Jelizawetgrad | 1784 rok      |
| Zinowjewsk    | 1924 rok      |
| Kirowo        | 1934 rok      |
| Kirowohrad    | 1939 rok      |
| Kropywnycki   | 2016 rok      |

Pierwotna nazwa założonego w 1784 miasta Jelizawetgrad (ros. Елисаветград, Jelisawietgrad; ukr. Єлисаветград, Jełysawethrad) nawiązuje do sąsiadującej z miastem Twierdzy świętej Elżbiety. Twierdza istniała od roku 1752 i została założona przez cesarzową Rosji Elżbietę Romanową, córkę Piotra Wielkiego, w ramach jej planów budowania umocnień na ziemiach hetmanatu zaporoskiego przyłączonych do Imperium Rosyjskiego.
Pośrednio więc (poprzez patronkę) nazwa miasta upamiętniała cesarzową Elżbietę, podobnie jak nazwa Sankt Petersburg upamiętniała jej ojca.
Po przewrocie bolszewickim zaczęto usuwać nazwy miejscowe nawiązujące do caratu i religii prawosławnej. I tak w styczniu 1924 dokonano zmiany nazwy Piotrogród na Leningrad, a kilka miesięcy później na VII partyjnej konferencji podniesiono kwestię zmiany nazwy Jelizawetgradu. Wśród proponowanych nowych nazw były Iljicz (otczestwo Lenina), Trocki i Lewgrad (na cześć Lwa Trockiego) i inne. W końcu w sierpniu 1924 roku miasto przemianowano na Zinowjewsk (ros. Зиновьевск; ukr. Зінов'євськ, Zinowjewśk) na cześć Grigorija Zinowjewa, ówczesnego członka Biura Politycznego WKP(b), który urodził się w 1883 w Jelizawetgradzie.
Po zabójstwie 1 grudnia 1934 roku Siergieja Kirowa, pierwszego sekretarza Komitetu Miejskiego WKP(b) w Leningradzie, w Związku Sowieckim rozpoczął się okres tzw. wielkiej czystki. Józef Stalin wykorzystał to wydarzenie do rozprawienia się z zagrażającymi jego władzy członkami władz partii. Pierwszą ważną ofiarą czystki stalinowskiej był Grigorij Zinowjew, który został aresztowany już w grudniu 1934 roku i oskarżony o spisek na życie Kirowa (został osądzony w procesie pokazowym i stracony w 1936 roku). 27 grudnia 1934 roku władze partyjne podjęły decyzję o przemianowaniu Zinowjewska na Kirowo (ukr. Кірово, ros. Кирово), choć sam Kirow nigdy nie był w mieście i nie miał z nim nic wspólnego. Natomiast 10 kwietnia 1939 roku zmieniono nazwę miasta na Kirowohrad (ukr. Кіровоград, ros. Кировоград, Kirowograd), aby odróżnić od innych miast na terenie ZSRR noszących nazwę Kirowo.
Od 1990 roku trwały debaty o nowej nazwie, która nie nawiązywałaby do okresu komunizmu i stalinizmu. Próby zmiany nazwy nasiliły się zwłaszcza po uzyskaniu niepodległości Ukrainy. Proponowano między innymi nazwy nawiązujące do położenia geograficznego: Inhulśk, Inhułohrad (od nazwy rzeki Inguł), Stepohrad, Zołote Połe, Złatopil, albo do historycznego dziedzictwa kozaków zaporoskich: Słowjanopil, Buhohardiwśk, Nowyj Gard i inne. Podnoszono również propozycję przywrócenia pierwotnej nazwy Jelizawetgrad. Jednak w referendum, które odbyło się w 2000 roku, pozostawiono starą nazwę.
Zmiany nastąpiły dopiero po rewolucji na Majdanie. W lutym 2014 roku usunięto pomnik Kirowa z centralnego placu miasta, a 14 lipca 2016 zgodnie z ustawą o dekomunizacji miasto zostało przemianowane na Kropywnycki, na cześć ukraińskiego pisarza, dramaturga realistycznego i aktora Marka Kropywnyckiego, współtwórcy ukraińskiego teatru zawodowego.
Marko Kropywnycki urodził się niedaleko od miasta i uczył się w miejskiej szkole.

## Historia

Plan miasta z 1914 r.

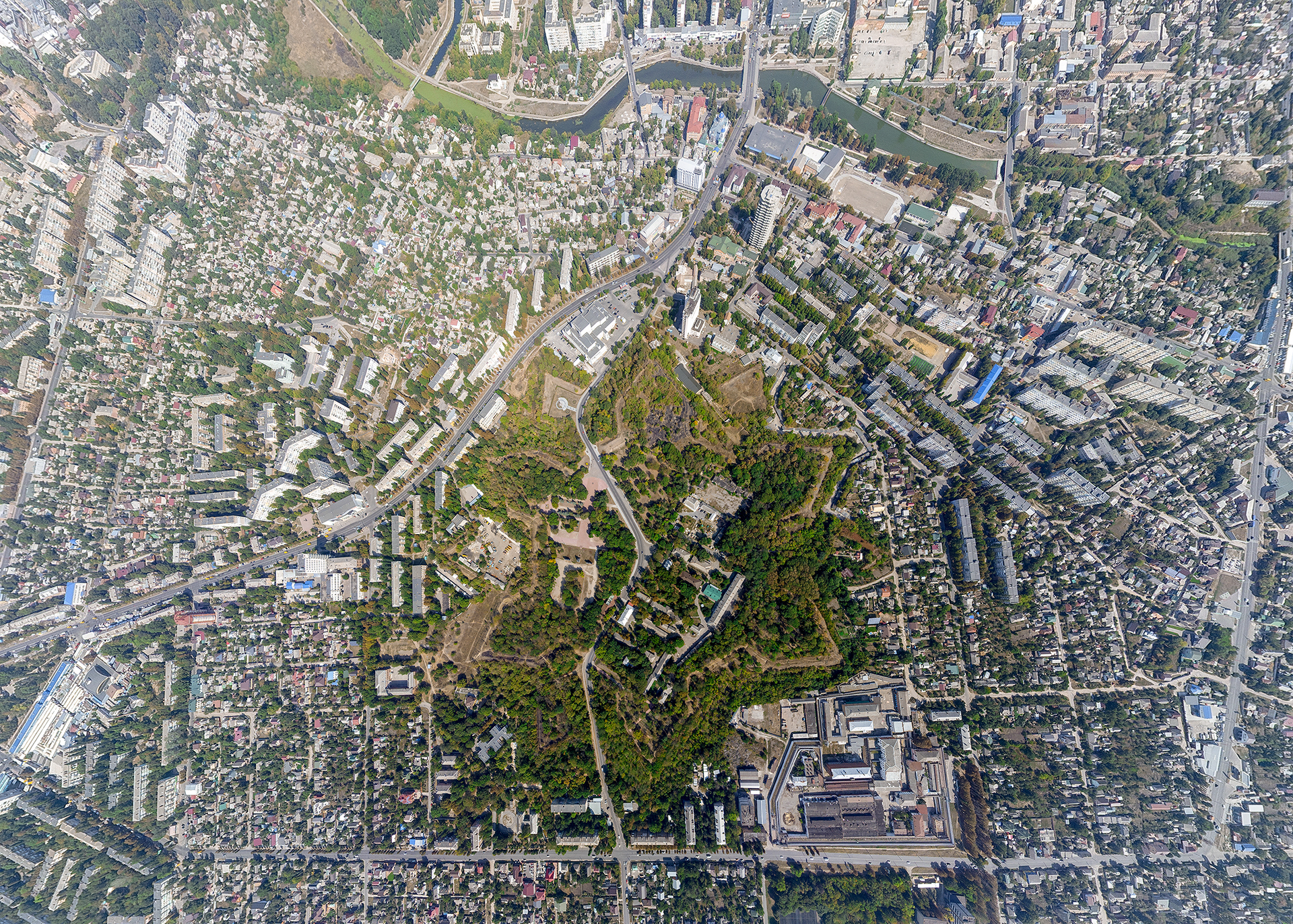
Widok z lotu ptaka na dawną twierdzę

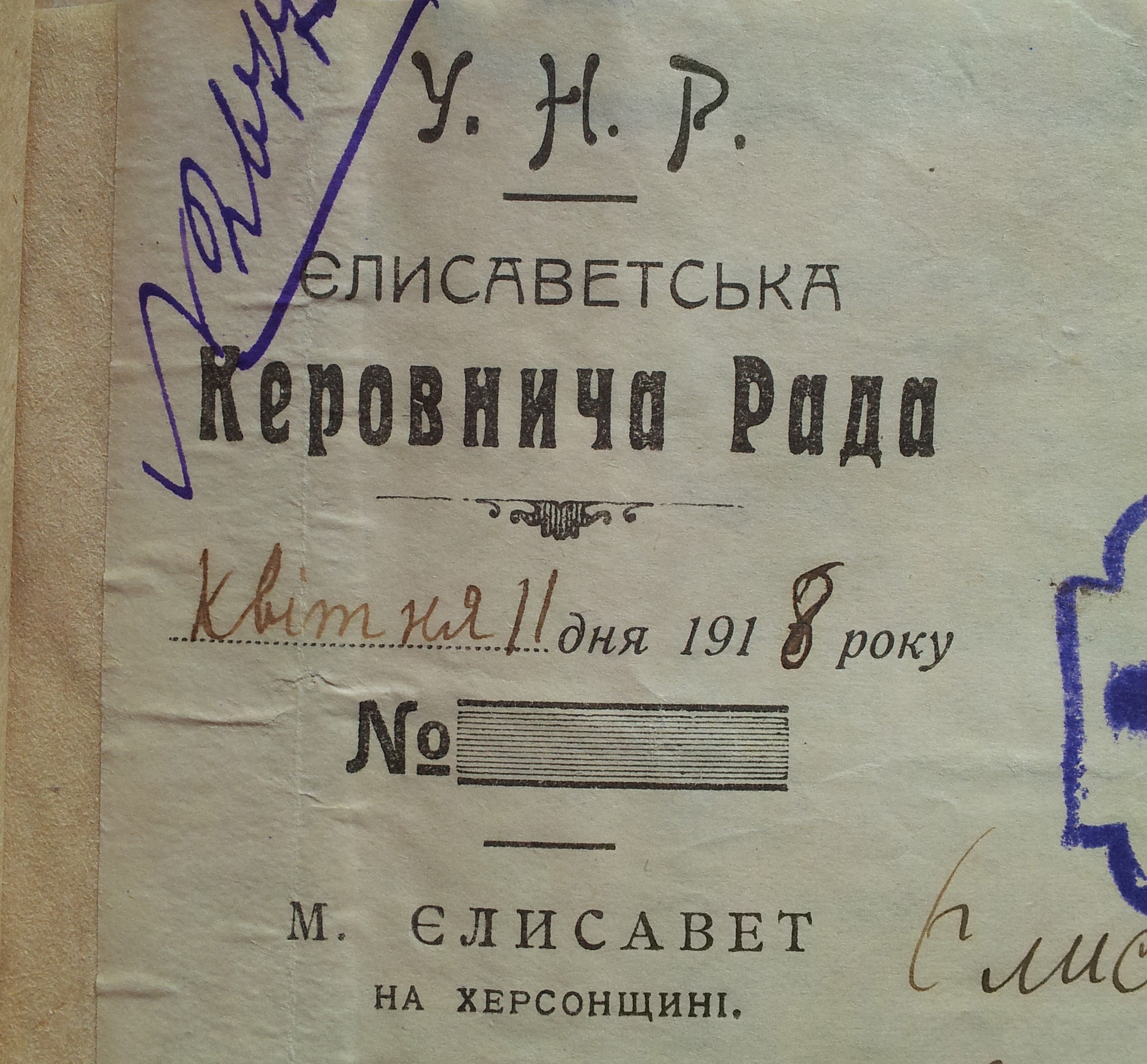
Pieczęć czasów Ukraińskiej Republiki Ludowej

W XVI – I połowie XVIII w. ziemie współczesnego Kropywnickiego i tereny przyległe były w posiadaniu Siczy Zaporoskiej. Tutaj znajdowały się rozproszone zimowe kwatery Kozaków Zaporoskich: słobody i przysiółki. Kolonizacja miejscowości Zadniepru, jak wówczas nazywano tereny między Dnieprem a Południowym Bugiem, rozpoczęła się na przełomie XVII i XVIII wieku za sprawą Kozaków pułków myrodzkiego i połtawskiego.
Miasto powstało pod nazwą Jelizawetgrad w pobliżu twierdzy św. Elżbiety zbudowanej przez ukraińskich Kozaków na zamówienie Rosjan w 1754 roku na południe od terytorium określanym ówcześnie jako Nowa Serbia. W 1769 roku twierdza była oblężona przez wojska turecko-tatarskie. Po zniszczeniu przez Rosję Siczy Zaporoskiej i aneksji Chanatu Krymskiego w 1775 roku znaczenie twierdzy straciło na znaczeniu, dlatego jej uzbrojenie przeniesiono do Chersonia.
W maju 1919 doszło do krwawego pogromu żydowskiej ludności miasta. W przeciągu trzech dni oddziały atamana Hryhorjewa zamordowały od 1300 do 3000 osób, plądrując wraz z tłumem domy i sklepy. Prawie wszyscy spośród 50 tysięcy ówczesnych żydowskich mieszkańców Jelizawetgradu zostali zepchnięci w stan nędzy.
Ogólnie w czasie wojny radziecko-ukraińskiej (1917-1921) miasto znajdowało się pod kontrolą różnych formacji wojskowych, jednak w 1920 r. ostatecznie zostało zdobyte przez Armię Czerwoną.
W czasie Wielkiego Głodu i represji sowieckich zginęło kilka tysięcy mieszkańców miasta
W czasie II wojny światowej od 5 sierpnia 1941 r. do 8 stycznia 1944 r. miasto było okupowane przez hitlerowców W październiku 1941 przeniesiono tu z Rzeszowa niemiecki obóz jeniecki Stalag 305. Fatalne warunki obozu w połączeniu z niewielkimi racjami żywnościowymi doprowadziły nawet do aktów kanibalizmu, a Żydzi i komuniści byli rozstrzeliwani.
Po rozpoczęciu wojny rosyjsko-ukraińskiej wprowadzono politykę dekomunizacyjną, podczas której zmieniono nazwę miasta na cześć Marka Kropywnickiego.

## Demografia
Skład narodowościowo-etniczny na podstawie spisów powszechnych:

w 1897 roku:
1. Żydzi – 37,8%
2. Rosjanie – 34,6%
3. Ukraińcy – 23,6%
4. Polacy – 1,9%

w 2001 roku:
1. Ukraińcy – 85,8%
2. Rosjanie – 12,0%
3. Białorusini – 0,5%
4. Mołdawianie – 0,3%

## Zabytki
- Sobór Narodzenia Matki Bożej
- Sobór Przemienienia Pańskiego
- Cerkiew Opieki Matki Bożej
- Wielka Synagoga

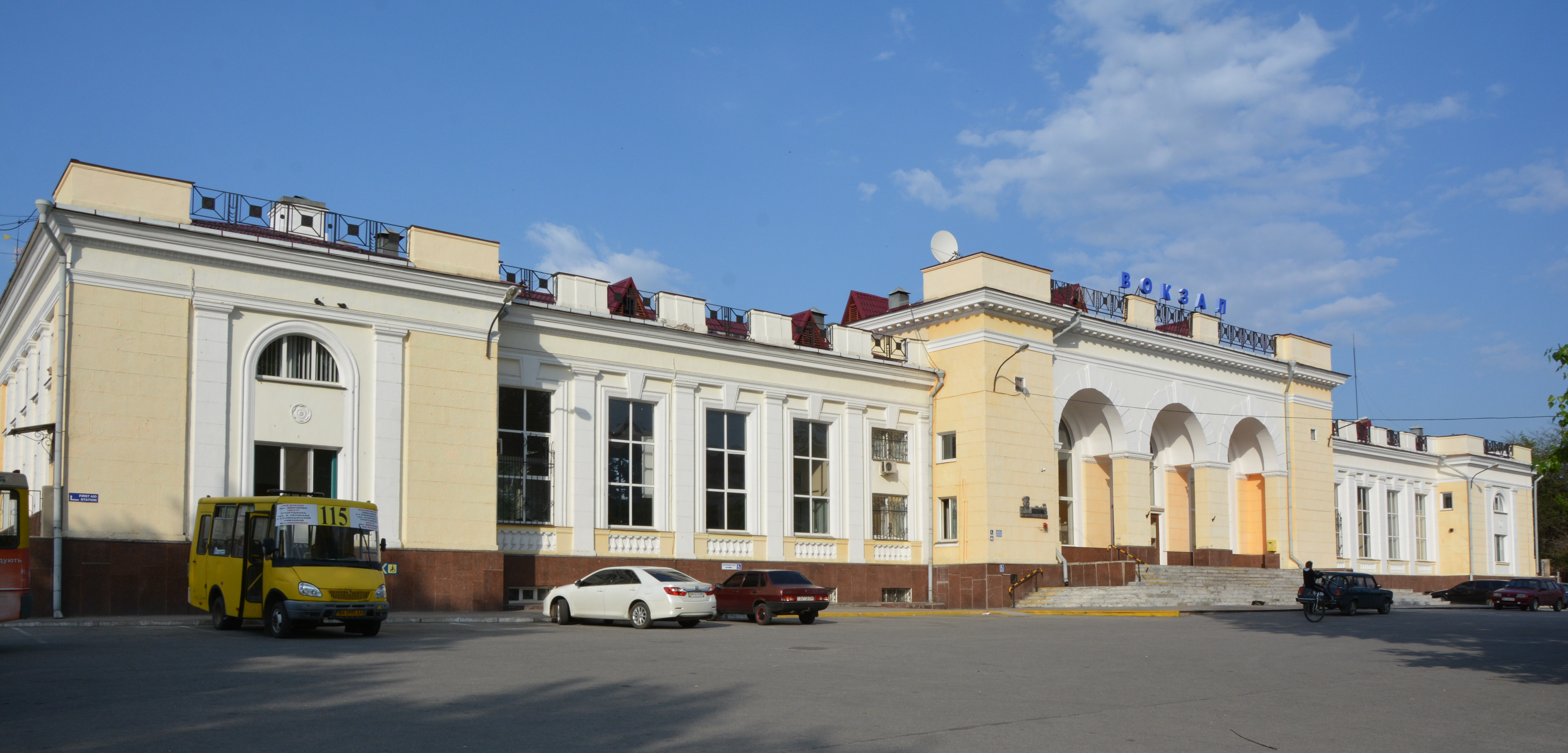
stacja kolejowa

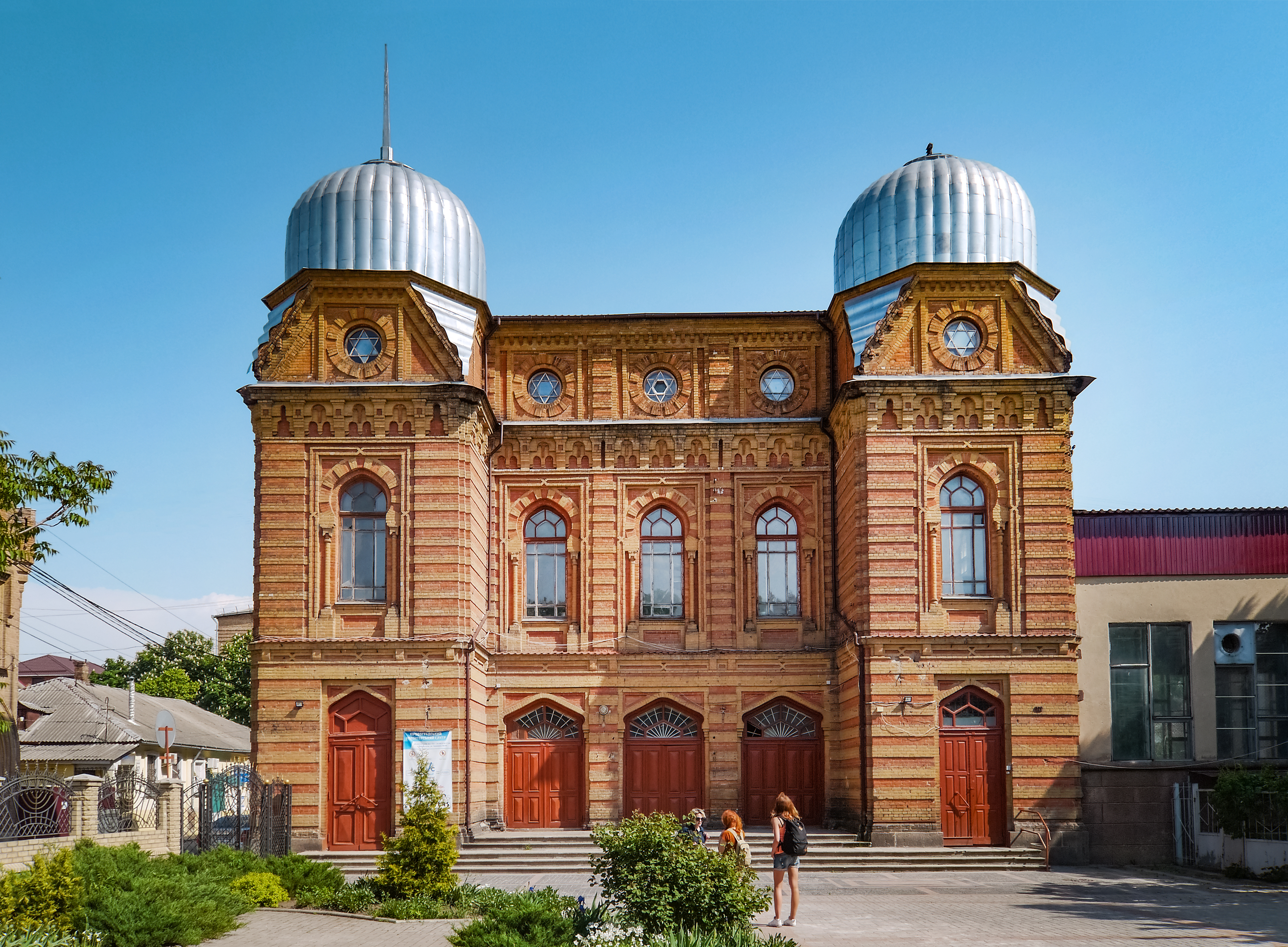
Wielka Synagoga

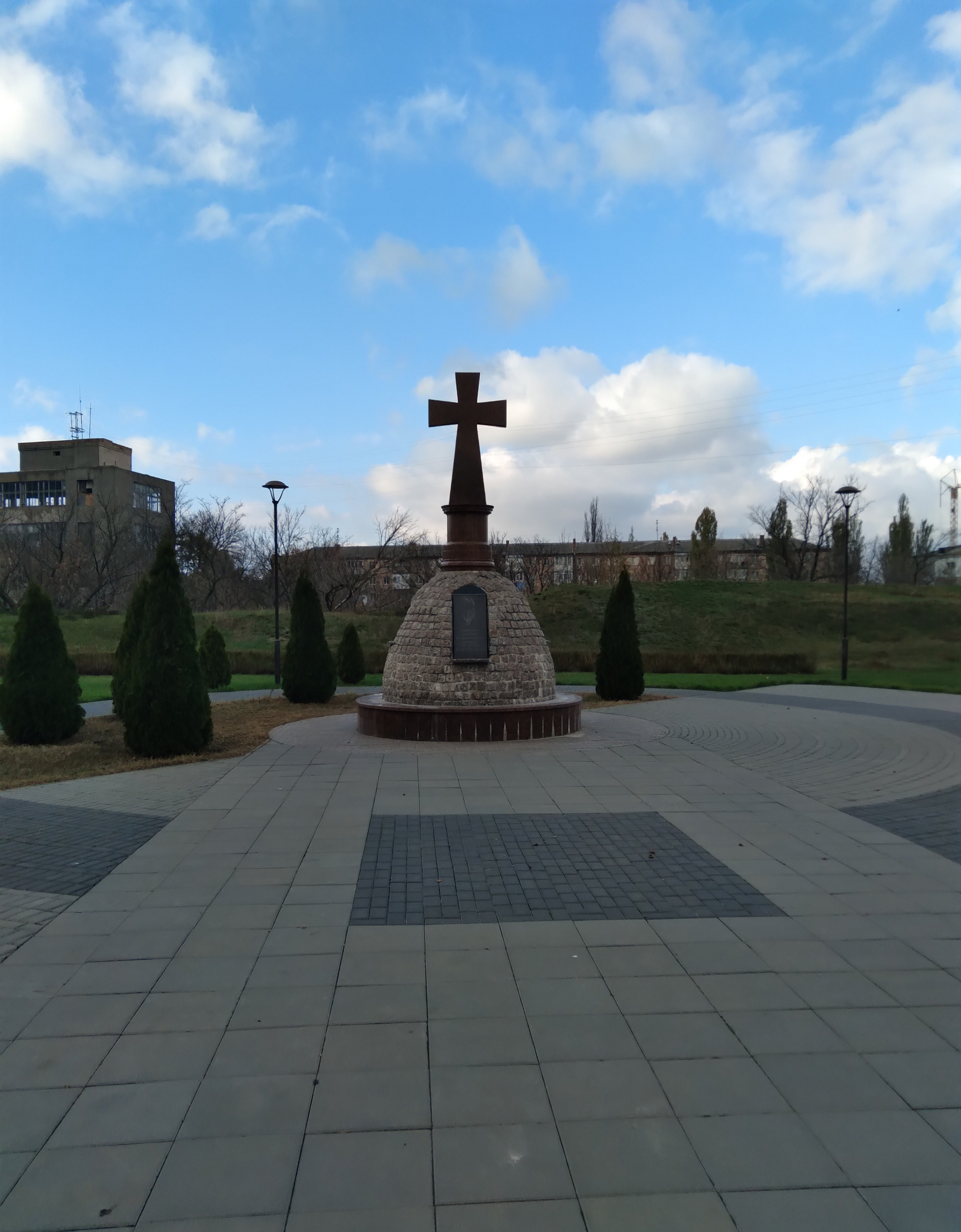
Pomnik ofiar Wielkiego Głodu

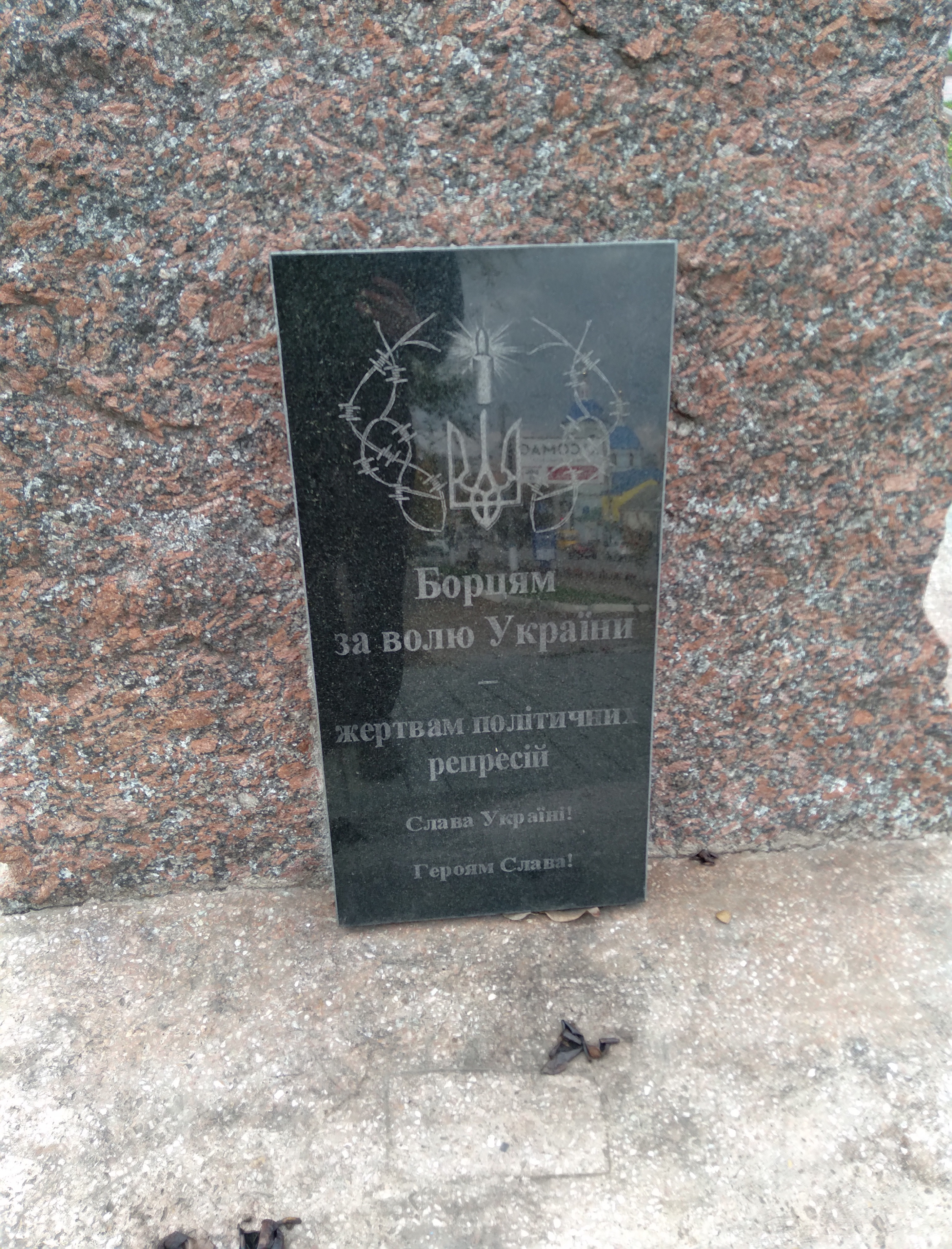
Pomnik ofiar represji politycznych

- Gmach Akademickiego Teatru Muzyczno-Dramatycznego
- Gmach dawnego sądu okręgowego
- Poczta główna
- Dworzec kolejowy
- Dom Osmerkina
- Kamienica Abrama Barskiego w stylu secesyjnym

## Transport
W mieście znajduje się stacja kolejowa Kropywnycki na linii kolejowej Znamjanka – Pomiczna.

## Religia
Miasto obecnie w przeważającym stopniu zamieszkane przez wyznawców prawosławia. Jest siedzibą eparchii kirowohradzkiej Ukraińskiego Kościoła Prawosławnego Patriarchatu Moskiewskiego (jej katedrą jest sobór Narodzenia Matki Bożej w Kropywnyćkim) oraz eparchii kropywnyckiej Kościoła Prawosławnego Ukrainy. W mieście znajduje się także kościół rzymskokatolicki, który w minionych czasach służył polskim wiernym. W Kropywnyckim istnieje niewielka społeczność żydowska, która dysponuje własną synagogą.

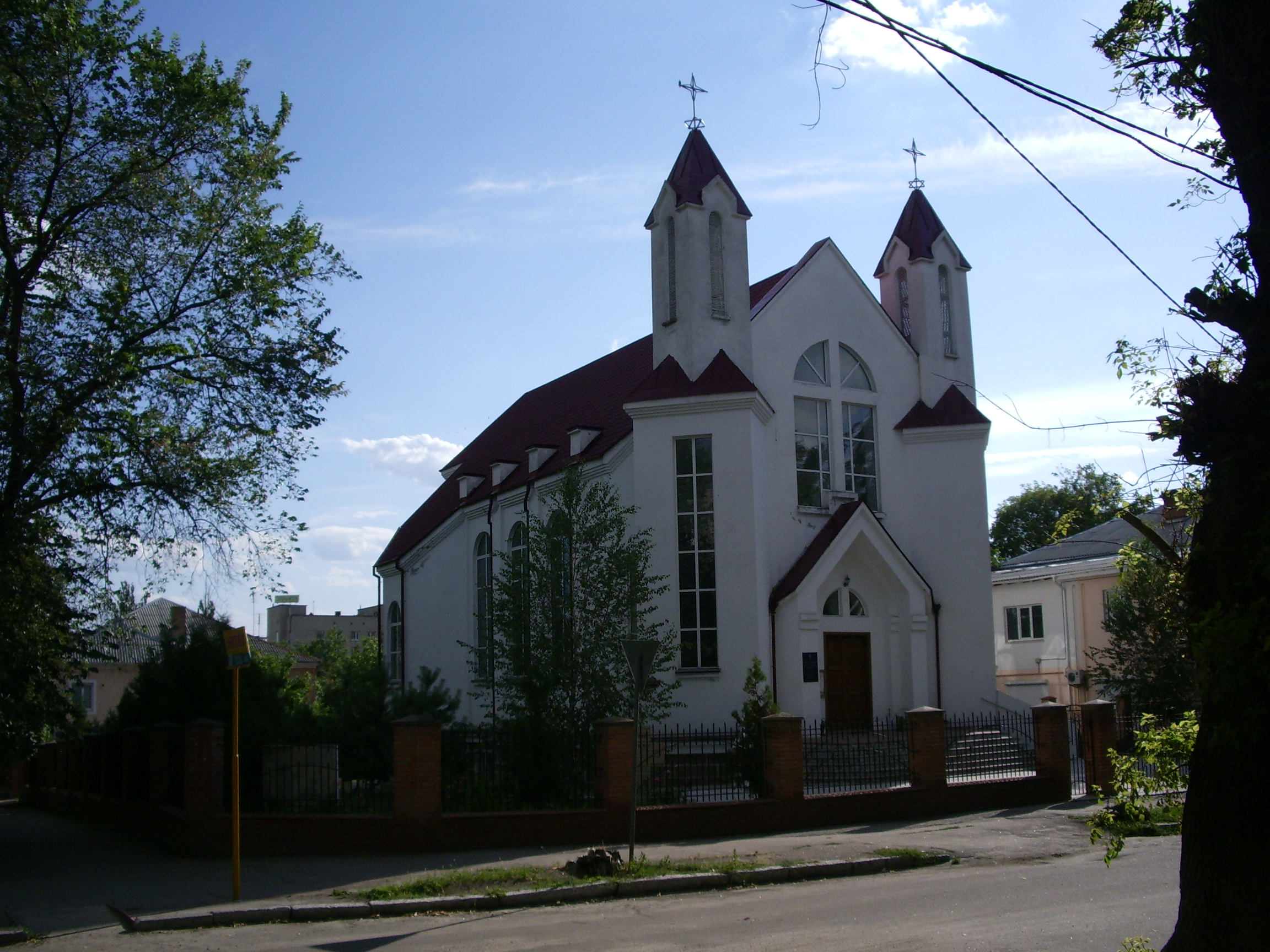
Kościół rzymskokatolicki
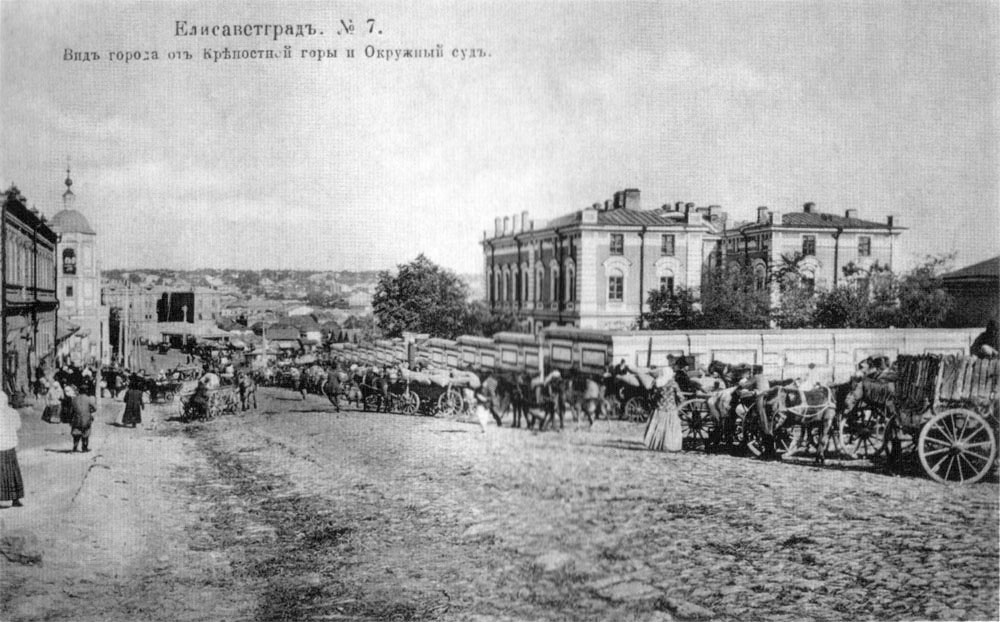
Grecki Kościół Prawosławny, lata 1910
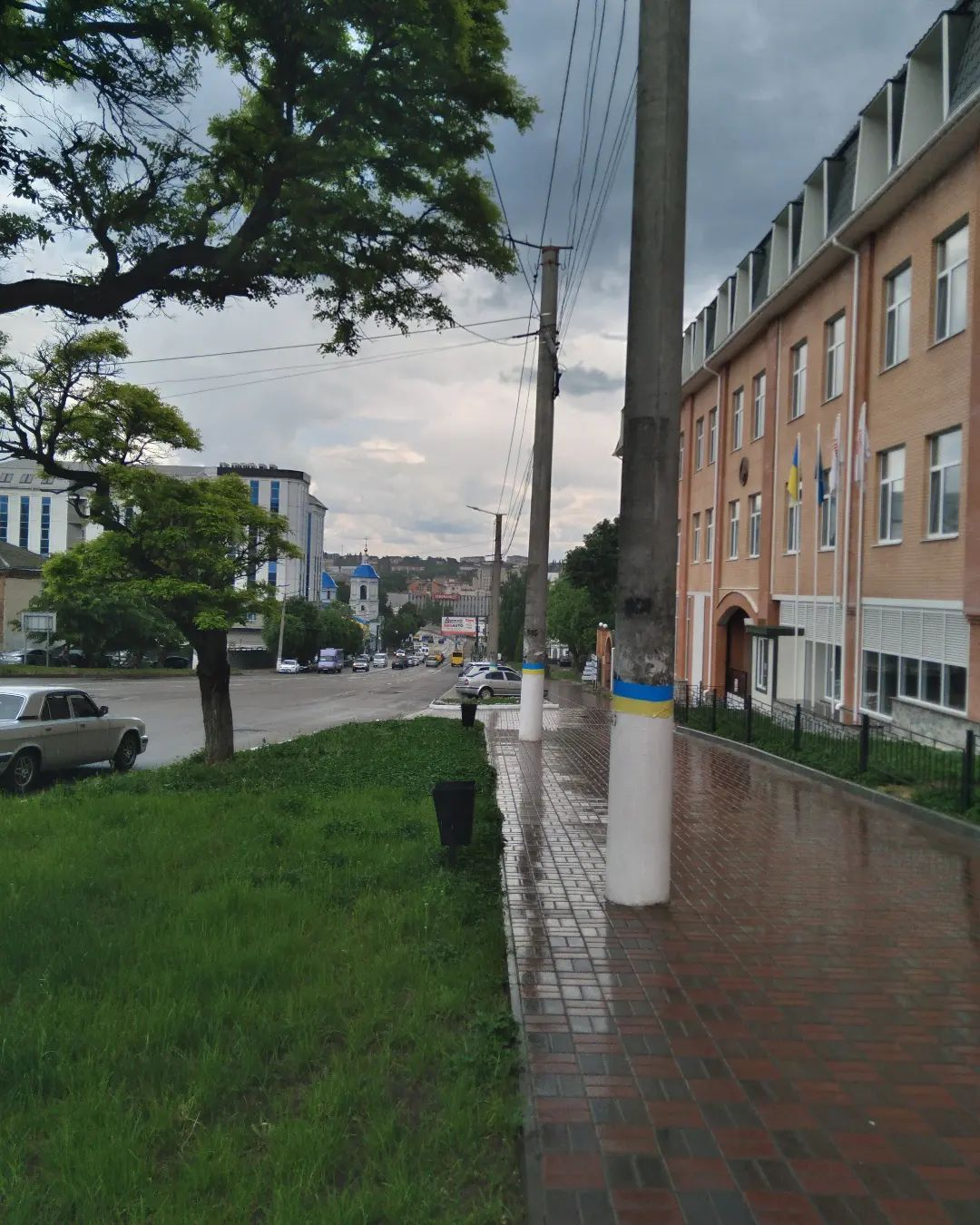
Grecki Kościół Prawosławny, 2023
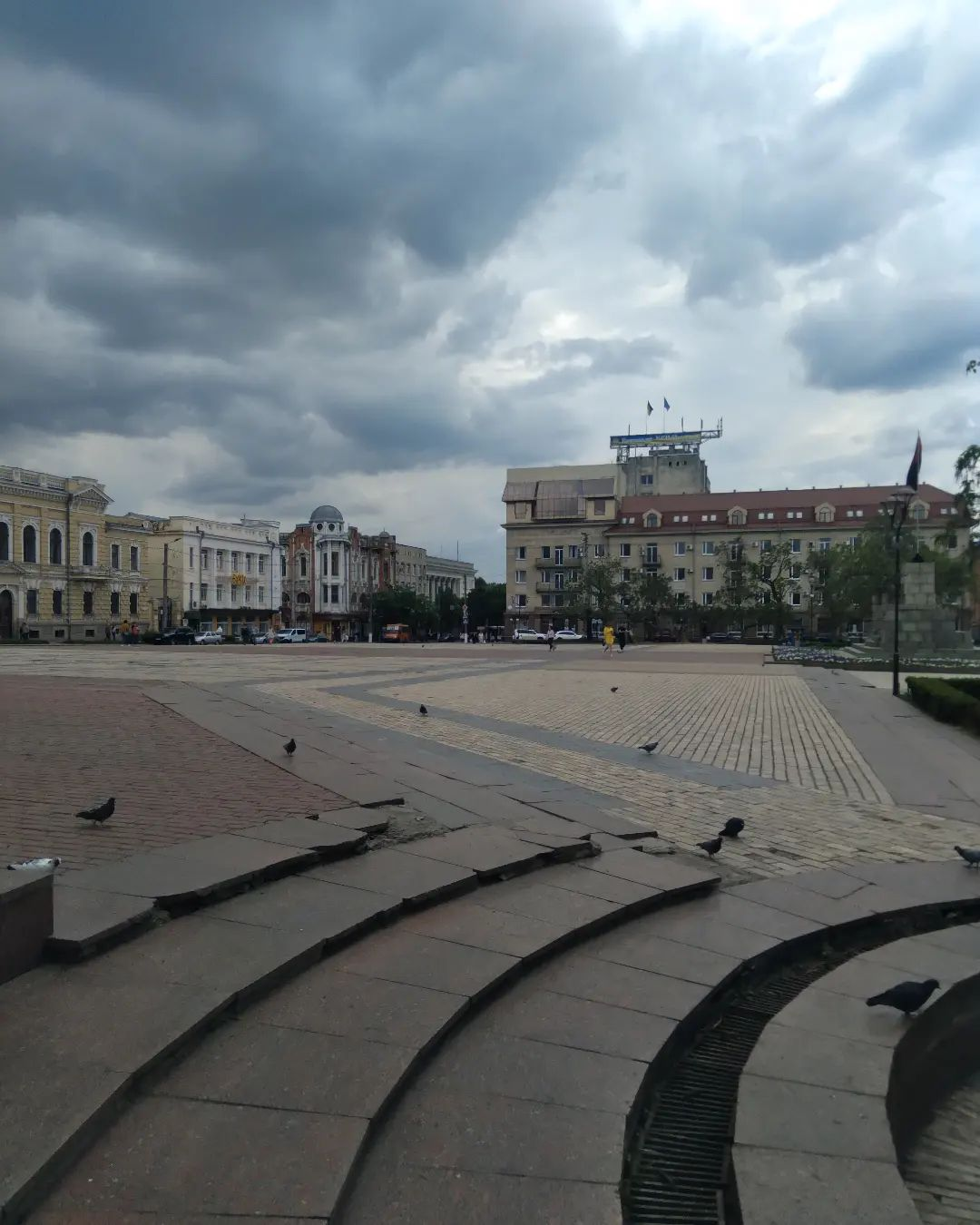
Plac główny, 2023

## Urodzeni w mieście
- Grigorij Zinowjew – polityk, czołowy działacz ruchu bolszewickiego
- Michał Choromański – pisarz i dramaturg
- Grzegorz Doliwa Dobrowolski – wojskowy
- Włodzimierz Dunin-Żuchowski – wojskowy
- Jewhen Konoplanka – piłkarz grający na pozycji pomocnika
- Michaił Krasowski – wojskowy, funkcjonariusz radzieckich służb specjalnych
- Jewhen Marczuk – generał, polityk, premier Ukrainy
- Heinrich Neuhaus – pianista
- Andrij Piatow – piłkarz grający na pozycji bramkarza
- Świętosław Romanowski – matematyk, wykładowca w Politechnice Śląskiej, AGH oraz WSP w Krakowie[16]
- Arsienij Tarkowski – poeta i tłumacz
- Adolf Wojciechowski – lekarz
- Wołodymyr Wynnyczenko – polityk i pisarz

## Miasta partnerskie
- Dobricz, Bułgaria